# Schloss Hillenraad

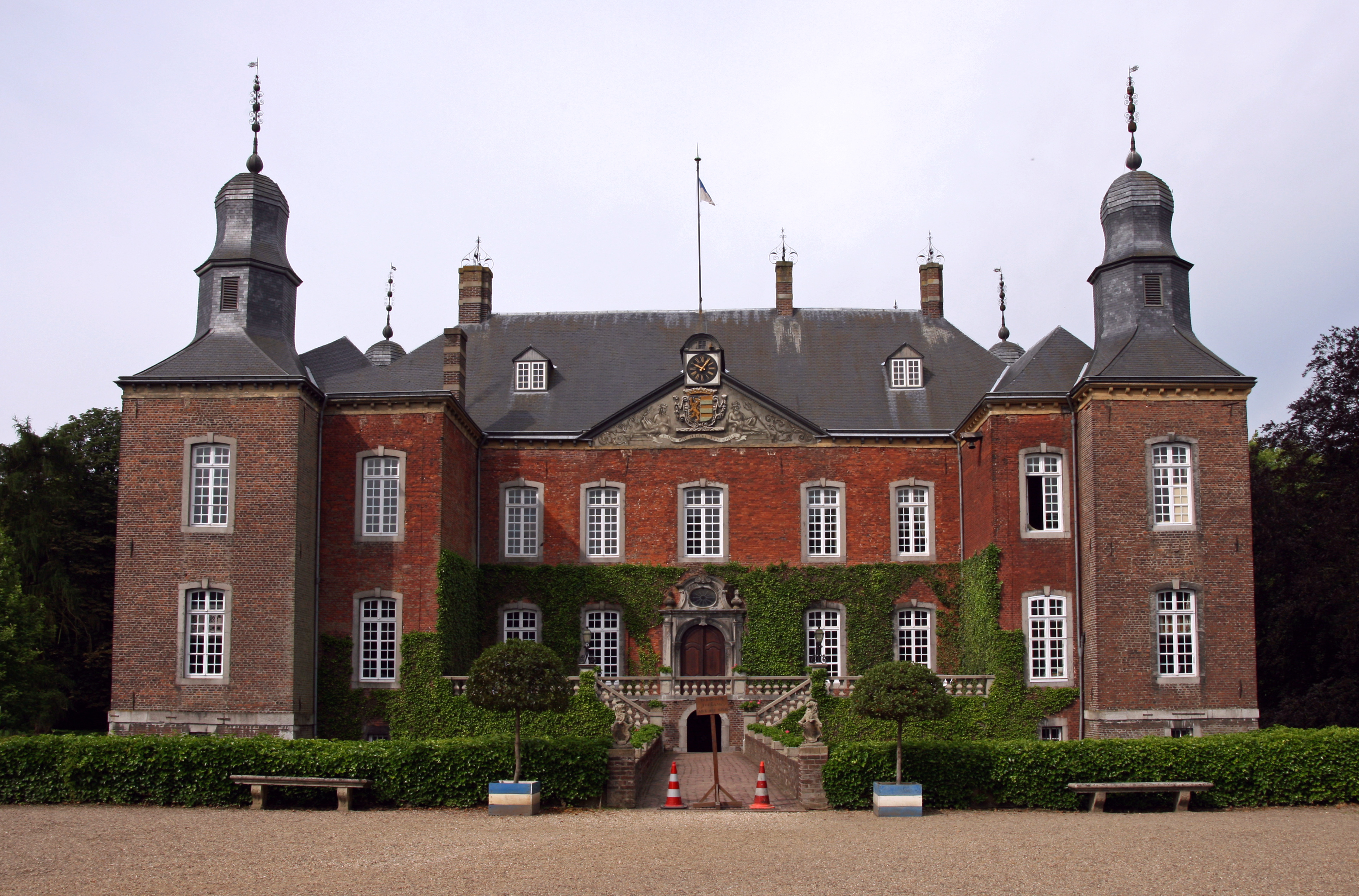
Schloss Hillenraad

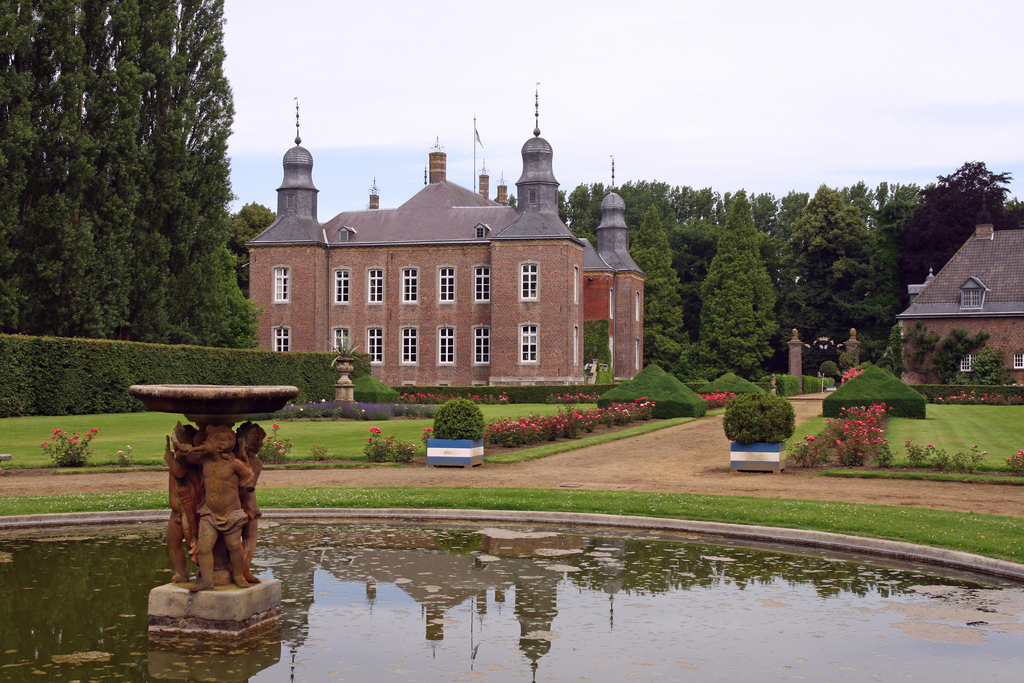
Blick vom Park auf das Schloss

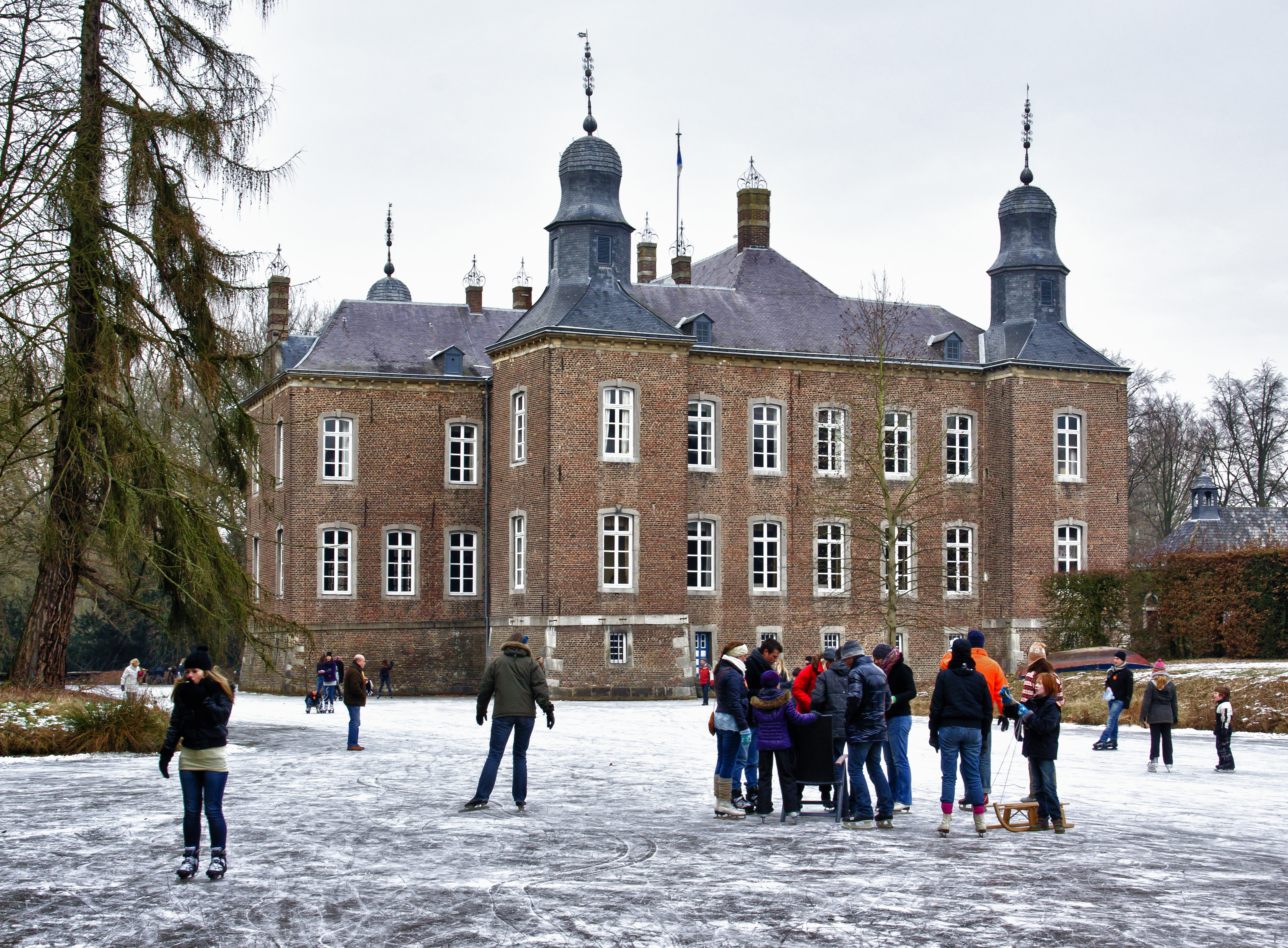
Rückansicht im Winter

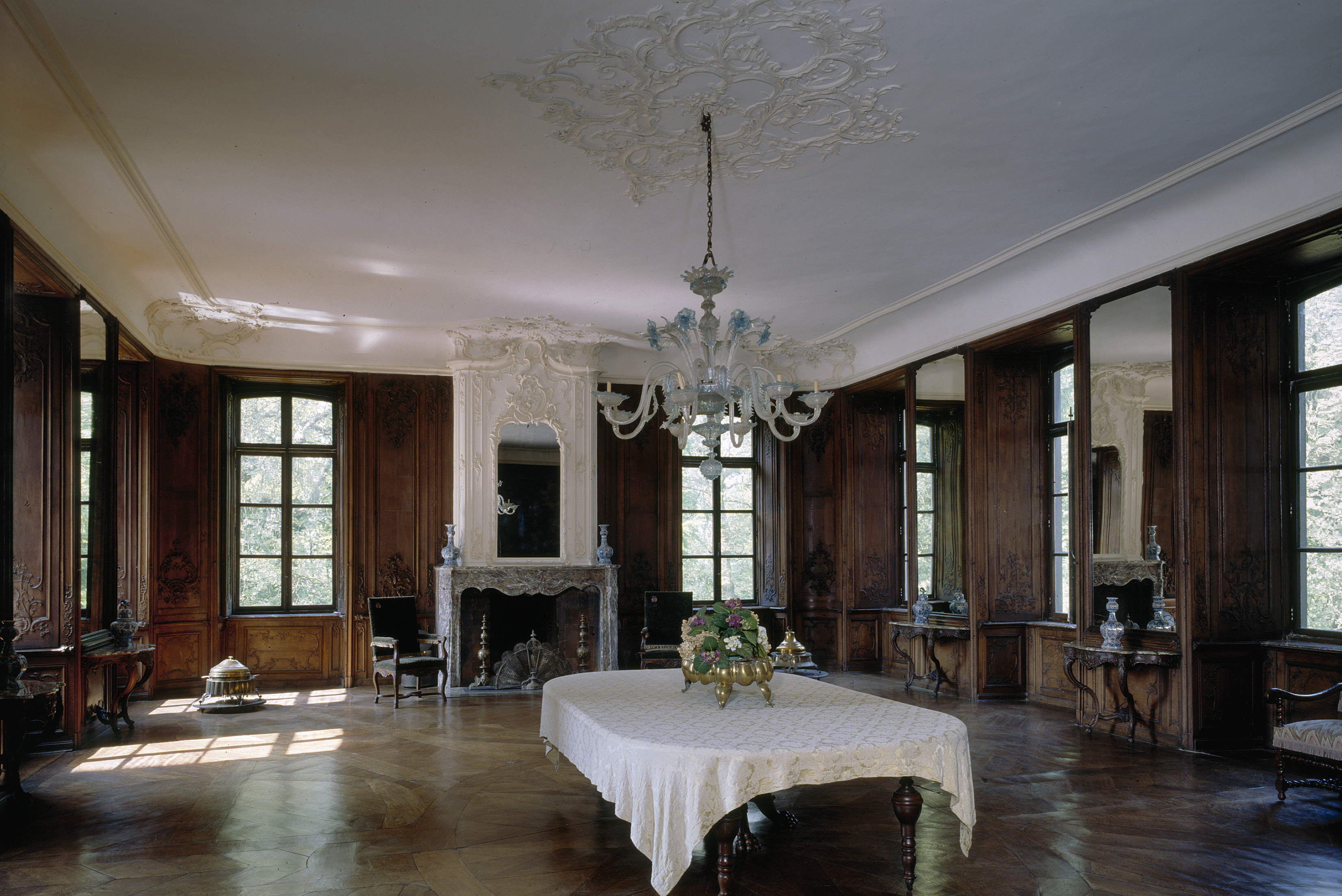
Festsaal mit Stuckierung

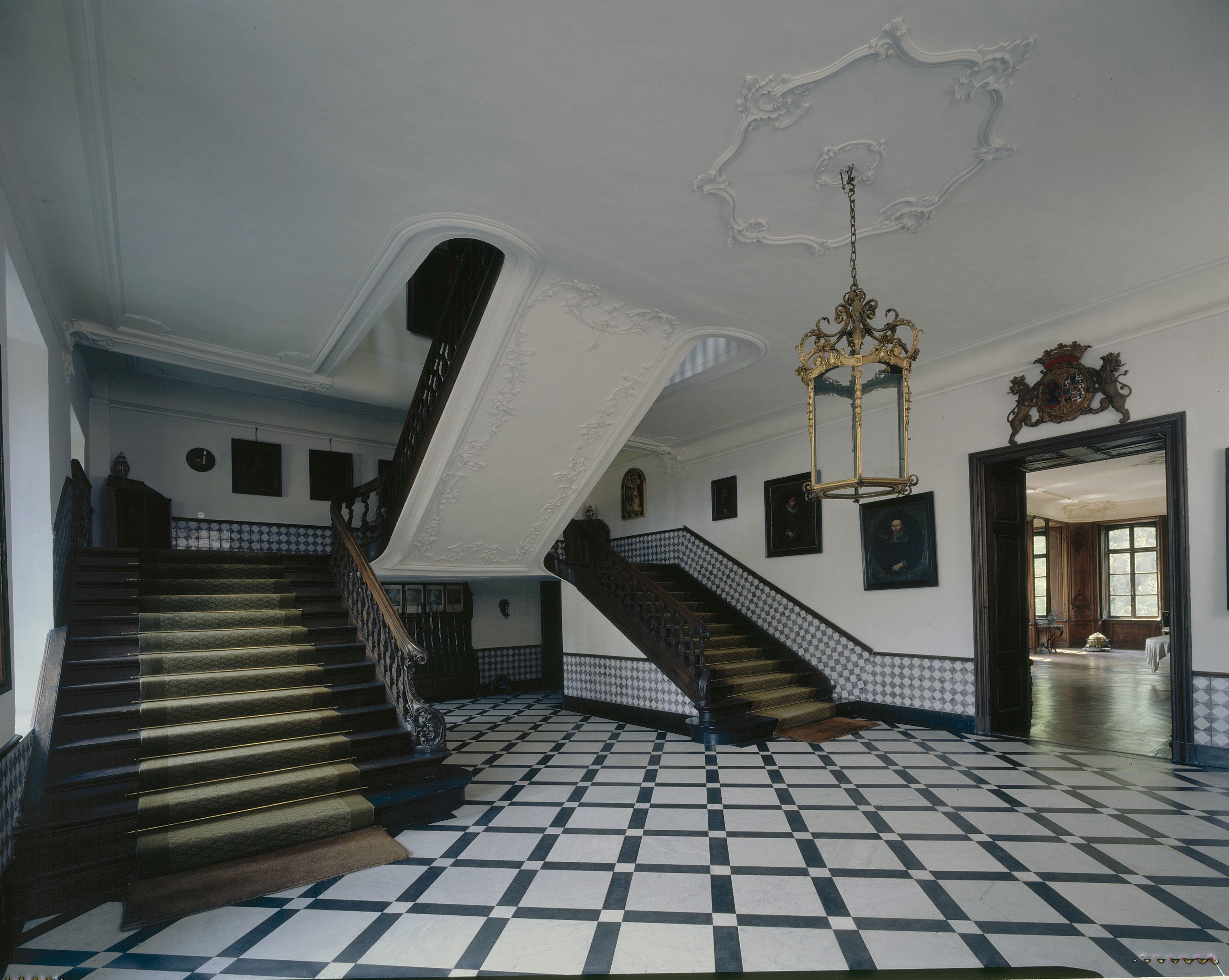
Eingangshalle mit Doppeltreppe

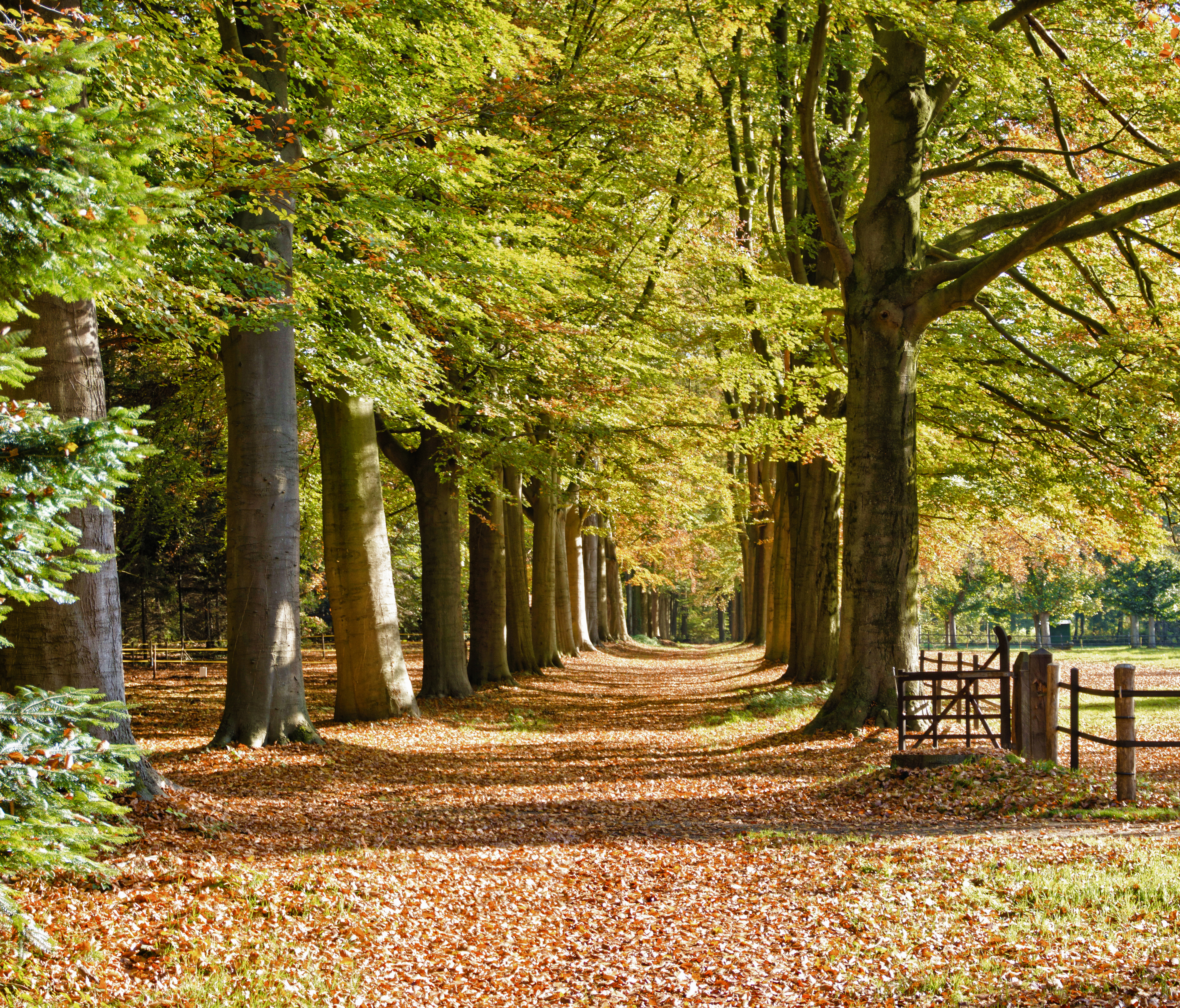
Schlosspark

Schloss Hillenraad (niederländisch Kasteel Hillenraad), an der Südseite von Swalmen in der Gemeinde Roermond (Provinz Limburg) gelegen, ist ein quadratisches Wasserschloss, das ursprünglich aus dem 14. Jahrhundert stammt. Das Schloss befindet sich inmitten eines Anwesens in der Nähe des Dorfes Boukoul. Es besteht aus einem Hauptgebäude mit vier Ecktürmen, einer Vorburg, einigen Nebengebäuden und einem Schlosspark. Schloss Hillenraad ist seit 1970 ein geschütztes nationales Denkmal. Der gesamte Komplex besteht aus etwa zwanzig Einzeleintragungen in das nationale Denkmalregister, darunter das Hauptgebäude, die Nebengebäude und einige Elemente im Park. Das Schloss ist für die Öffentlichkeit nicht zugänglich.

## Geschichte

### Wichtigste Ereignisse
- Von etwa 1270 bis 1695 war Swalmen ein eigenständiges Gut innerhalb des Herzogtums Geldern.
- Die Burg wird erstmals am 28. Juni 1380 in einer Erklärung zweier Männer erwähnt, in der sie versprechen, Didderic van Oest für eine Schuld schadlos zu halten. Wenn sie ihr Versprechen nicht einhielten, würden sie freiwillig auf sein Haus Hellenrade (eine Art Bürgschaft) erheben.
- Im 15. Jahrhundert bestand der Schloss Hillenraad nur aus dem mittleren Teil.
- Im Jahr 1572 hatte Wilhelm von Oranien sein Hauptquartier in Hillenraad, von wo aus er die Belagerung von Roermond leitete. Arnold Schenck van Nijdeggen war damals Herr des Schlosses.
- Das Rittergut Swalmen wurde 1695 mit dem Rittergut Asselt vereinigt und zur Markgrafschaft erhoben.
- Im 17. und 18. Jahrhundert wurde die Burg erweitert und die vier Ecktürme wurden hinzugefügt.
- Der heutige Bewohner ist T. de Guerre, Enkel des Grafen Hermann Josef Wolff-Metternich.

### Herkunft des Hauses Swalmen
Im Jahre 1339 wurde Ritter Seger van Swalmen, Sohn des verstorbenen Willem van Broeckhuysen, von Graf Dirk van Loon, Herr von Heinsberg und Blankenberg, mit einigen Ländereien in Swalmen verpfändet. Vorher hatte Vater Willem dem Grafen sechs Morgen als Sicherheit für ein Darlehen gegeben und dieses Mal hatte Sohn Seger weitere acht Morgen verpfändet, die in Hoppenrade lagen. In dieser Urkunde ist keine Rede von einem Schloss. Dennoch ist diese Urkunde wichtig für die früheste Geschichte der Burg, denn später wird Hoppenrade zusammen mit der Burg ein Lehen bilden.
Hoppenrade ist heute ein Stück Land, das an das heutige Schloss angrenzt. Da die Burg in der vorherigen Urkunde nicht erwähnt wird, ist es wahrscheinlich, dass die Burg nach 1339 gebaut wurde und die Familie Van Swalmen noch in Rathem, später auch Oudborg oder Naborch genannt, wohnte.

### Die Familie Van Oest
1380 wird das Haus Hellenrade zum ersten Mal urkundlich erwähnt. Damals war das Schloss im Besitz von Didderic van Oest (aus der Familie Van Oys, die vom Schloss Oost in Oost-Maarland abstammt). Im Jahr 1381 wurden Dirk van Oest und seine Frau Felicitas van Uppey (bei Lüttich) durch den Kauf von Robijn von Swalmen auch Eigentümer verschiedener anderer Güter in Swalmen, darunter die „huys“ (der Naborch) und eine Wassermühle. Die Mutter von Dirk war wahrscheinlich eine Schwester von Robijn van Swalmen. Dirk war bereits 1379 Zeuge eines Urteils über die Schatzkammern von Swalmen und Asselt. Der Verkäufer Robijn, Kanoniker von St. Servatius in Maastricht, hatte diese Güter von seinem Bruder Werner van Swalmen geerbt.
Im Jahr 1382 schloss Dirk van Oest einen Vertrag mit der Stadt Köln, die in einen Kampf gegen den dortigen Erzbischof verwickelt war. Dirk versprach unter anderem, dass er seine Burg, die er als Leihgabe des Herzogs von Geldern hielt, zur Verfügung stellen würde, wenn die Stadt darum bitten würde. Schon ein halbes Jahr später versöhnten sich die Stadt und der Erzbischof, so dass Dirk seine Burg nie wirklich öffnen musste.

### Die Familie Schenck van Nydeggen
Durch die Heirat von Isabella van Oest mit Arnold Schenck van Nydeggen im Jahre 1486, einige Generationen später, kam Hillenraad in die Hände einer anderen Familie.
Hillenraad muss im 14. Jahrhundert ganz anders ausgesehen haben. Vermutlich war es nicht viel mehr als ein großes rechteckiges Haus mit einem runden Turm an einer der Ecken. Dieser Turm wird noch in einer Urkunde von 1607 erwähnt. Der Turm hätte sich an der südlichen Ecke der ursprünglichen rechteckigen Burg befunden, wo die Mauern am wenigsten dick sind. Maueranker mit der Jahreszahl 1648 weisen darauf hin, dass der Vorhof von Hillenraad am Ende des Achtzigjährigen Krieges umgebaut, möglicherweise sogar neu errichtet wurde. Diese Renovierung muss von Dirk Schenck van Nijdeggen und seiner Frau Maria d′Oyenbrugge von Duras in Auftrag gegeben worden sein.
Nach dem Tod von Dirk Schenck ging Hillenraad in den Besitz seines Sohnes Christoffel Schenck van Nydeggen über. Im Jahr 1655 kaufte Christoffel die Gerichtsbarkeit in Swalmen und Asselt vom Herzog von Geldern zurück, ein Recht, das die Herren von Swalmen 1314 verloren hatten. Mit diesem Kauf gewann die Familie Schenck, die auch die Herrschaften Swalmen und Asselt besaß, erheblich an Ansehen. Durch den Tod eines Maurers wissen wir, dass Hillenraad 1665 umgebaut wurde. Möglicherweise musste der Turm damals dem neuen Festsaal weichen. Auf jeden Fall war der Turm bis 1668 verschwunden.
1703 wurde der achtjährige Christoffel Arnold Adriaan Schenck van Nijdeggen beim Umgang mit einem geladenen Gewehr tödlich verwundet. Sein Vater, Arnold Schenck, vermachte seinen gesamten Besitz seiner Frau Maria Catharina Margravin von Hoensbroeck. So ging Hillenraad schließlich 1736 an einen Neffen über. Dieser Neffe Willem Adriaan van Hoensbroeck wurde bereits 1733 an Hillenraad verpfändet. 1738 vererbte er Hillenraad an seinen Sohn Frans Arnold van Hoensbroeck, der 1720 Anna Catharina Sophia van Schönborn heiratete. Sie gebar ihm 25 Kinder, von denen einige vermutlich starben. Das Allianzwappen über dem Eingang zur Orangerie im großen Schlossgarten erinnert an dieses Paar. Die Familie Van Hoensbroeck sollte über mehrere Generationen hinweg Eigentümer des Schlosses bleiben. Unter ihrem Sohn Lotharius Frans van Hoensbroeck wurde der Hillenraad wieder aufgebaut: 1766 starb ein Dachdecker nach einem Sturz vom Dach. Unter dem Roermonder Bischof Philip Damian Lodewijk van Hoensbroeck war das Schloss Hillenraad im vierten Viertel des 18. Jahrhunderts ein Zentrum des Musiklebens in der Region Maasland.

### Die Familie Wolff-Metternich
Der letzte Van Hoensbroeck auf Schloss Hillenraad war Franz Eugen von und zu Hoensbroech. Seine Ehe mit Hermengilde Gräfin Wolff-Metternich blieb kinderlos und 1909 übergaben Franz Eugen und seine Frau das Schloss samt Zubehör an ihren Cousin Herman Jozef Wolff-Metternich und dessen Frau von Schall Riaucour. Sie ließen das Schloss zwischen 1909 und 1922 restaurieren, wobei vor allem die Nebengebäude grundlegend verändert wurden. 1925 organisierte der ANWB eine Reise nach Swalmen und Schloss Hillenraad, wo die Gesellschaft von Graf und Gräfin Wolff-Metternich empfangen wurde.
Im November 1918 machte das Schloss kurzzeitig weltweit Schlagzeilen, als der deutsche Kronprinz Wilhelm mit seinem militärischen Gefolge hier interniert wurde. Der Kronprinz hatte wenige Tage nach seinem Vater Wilhelm II. die Grenze zu den neutralen Niederlanden überschritten und wurde nach den Regeln der Haager Konvention für neutrale Länder sofort interniert. Nach kurzer Zeit wurde er auf die Insel Wieringen versetzt.

## Beschreibung

### Hauptgebäude – Äußeres
Das Hauptgebäude von Schloss Hillenraad stammt aus dem 17. und 18. Jahrhundert mit einem spätmittelalterlichen Kern. Es handelt sich um ein quadratisches Backstein-Adelshaus mit drei angebauten Flügeln, ebenfalls in Backsteinbauweise: zwei an den Seiten und ein mittig platzierter an der Rückseite. Im Jahr 1767 wurden vier turmartige Eckpavillons angebaut, die dem Schloss sein heutiges Aussehen gaben. Die Eckpavillons haben Zwiebeltürme, gekrönt von geschlossenen achteckigen Laternen mit glockenförmigen Endstücken.
Die Fassaden haben Rundbogenfenster mit Natursteinrahmen mit vorspringenden Schlusssteinen. Die Frontfassade wird in der Mitte von einem Natursteingiebel mit dem reliefierten Allianzwappen des Ehepaars Schenck van Nydeggen-Van Oyenbrugge aus dem 17. Jahrhundert und den gemalten Figuren von Zeus und Poseidon mit dem Chronogramm „DoMIne hInC fVLgVra qVaeso repeLLas“ (1767) bekrönt. Oberhalb des Giebels befindet sich eine Uhr unter einem geschwungenen Dach mit der Jahreszahl 1737.
Zwischen den Seitenflügeln im rechten Winkel zur Fassade befindet sich eine Plattform, die von der Brücke über den Burggraben über zwei Treppen erreicht werden kann. Die Stufen und die Plattform haben Natursteingeländer, auf denen zwei schmiedeeiserne Laternen stehen (von 1910?). Vom Treppenabsatz aus betritt man das Hauptgeschoss durch den Haupteingang, eine Tür mit einem Natursteinrahmen mit einem Giebelaufsatz mit einem ovalen Fenster, das von zwei Ziervasen flankiert wird, aus denen Flammen aufsteigen.

### Hauptgebäude – Inneres
Das Innere weist verschiedene Stuckdecken und Kaminsimse im Louis-quinze-Stil auf. Die Eingangshalle wird von einer dreifachen Treppe dominiert. Eine Besonderheit ist der weitgehend im Originalzustand erhaltene Festsaal im Hauptgeschoss, dessen Einrichtung ein Beispiel für den Lütticher Barock und den Lütticher-Aachener Möbelstil der damaligen Zeit ist. Jahrhundert mit u. a. einer feinen Stuckdecke, einem mit Figuren eingelegten Parkettboden, einer Eichentäfelung mit reich verzierten Vertäfelungen sowie Tür- und Fensterrahmen, einem geschnitzten Natursteinkamin und mehreren antiken Wandteppichen. Im Esszimmer befindet sich eine Gold-Leder-Tapete.

### Nebengebäude
Das Schloss ist um einen großzügigen Vorplatz gebaut und besteht aus drei rechtwinklig zueinander stehenden Flügeln mit Walmdächern (17. Jahrhundert, teilweise umgebaut um 1920). In der Mitte des Nordflügels befindet sich ein Sandsteintorrahmen aus dem 17. Jahrhundert mit Rautenköpfen. Der Giebel mit den gemalten Wappen von Wolff-Metternich und Schall-Riaucour stammt aus dem Jahr 1922. In der westlichen Hälfte dieses Flügels befindet sich eine Kapelle, erkennbar an dem kleinen Glockenturm auf dem Dach. Im Inneren befinden sich Kirchenbänke und ein Altar im Stil des 18. Jahrhunderts sowie einige Grabplatten aus dem 17. und 18. Jahrhundert. Der Ost- und Südflügel stammen bis auf das Dach noch weitgehend aus dem 17. Jahrhundert. Im Ostflügel befindet sich eine Toreinfahrt mit Sandsteinrahmen zum Hinterhof. An der Südseite des Hofes befindet sich ein vermutlich aus dem 18. Jahrhundert stammendes Wirtschaftsgebäude mit einem Pultdach, das an den Ostflügel angebaut ist. Der Südflügel wurde um 1920 verkürzt und zu einem Wohnhaus umgebaut. Auf der anderen Seite der Hillenraederlaan steht eine alte Scheune mit einem geschwungenen Giebel, deren vorderer Teil später zu einem Haus umgebaut wurde.
Im zweiten Viertel des 18. Jahrhunderts wurde im ehemaligen Gemüsegarten ein Gartenpavillon errichtet. Das rechteckige Gebäude wird von einem Walmdach mit einem schmiedeeisernen Schornstein bedeckt. Die Frontfassade auf der Gartenseite hat einen Türrahmen aus Naturstein mit den Wappen von Van Hoensbroeck und Van Schönborn. Die hintere Fassade hat Fenster mit ursprünglichem Natursteinrahmen. Im Innenraum gibt es eine Decke und einen Schornstein mit Stuck im Stil Louis-quatorze.
Die Garten- und Parkanlage des historischen Landguts Hillenraad umfasst fünfzehn staatlich geschützte Bauteile, darunter zwei Brücken, ein Wehr, mehrere Mauern mit Gartenornamenten, Geländer, einen Gartenzaun, zwei Bänke, Gartenvasen, Sockel und Statuen. Neben dem teilweise formal angelegten Garten umfasst das Anwesen auch einen Sternwald und mehrere Alleen.